# Tentenan Timur
Tentenan Timur is een bestuurslaag in het regentschap Pamekasan van de provincie Oost-Java, Indonesië. Tentenan Timur telt 1392 inwoners (volkstelling 2010).